# Nachal Šlalgon
Nachal Šlalgon (hebrejsky: נחל שללגון) je vádí v jižním Izraeli, v pohoří Harej Ejlat.
Začíná na egyptském území v hornaté krajině v nadmořské výšce cca 700 metrů, cca 16 kilometrů severoseverozápadně od města Ejlat a cca 5 kilometrů východně od hranic s Egyptem. Směřuje pak k jihovýchodu rychle se zahlubujícím skalnatým kaňonem. Zleva ústí do vádí Nachal Racham.